# Visita pastoral
Una visita pastoral es la visita que realiza un obispo a las parroquias y comunidades de su diócesis. En ella, el obispo tiene encuentros con el clero, los religiosos y los laicos para exhortarlos a tener una vida de fe y práctica cristiana, y examina y valora las estructuras e instrumentos destinados al servicio pastoral.
Cada año el obispo debe visitar total o parcialmente a su diócesis, de modo que al menos cada cinco años visite la diócesis entera personalmente.

## Están sujetos a visita pastoral
Las personas, instituciones católicas, cosas y lugares sagrados que se encuentran dentro del ámbito de la diócesis.

## Actividades

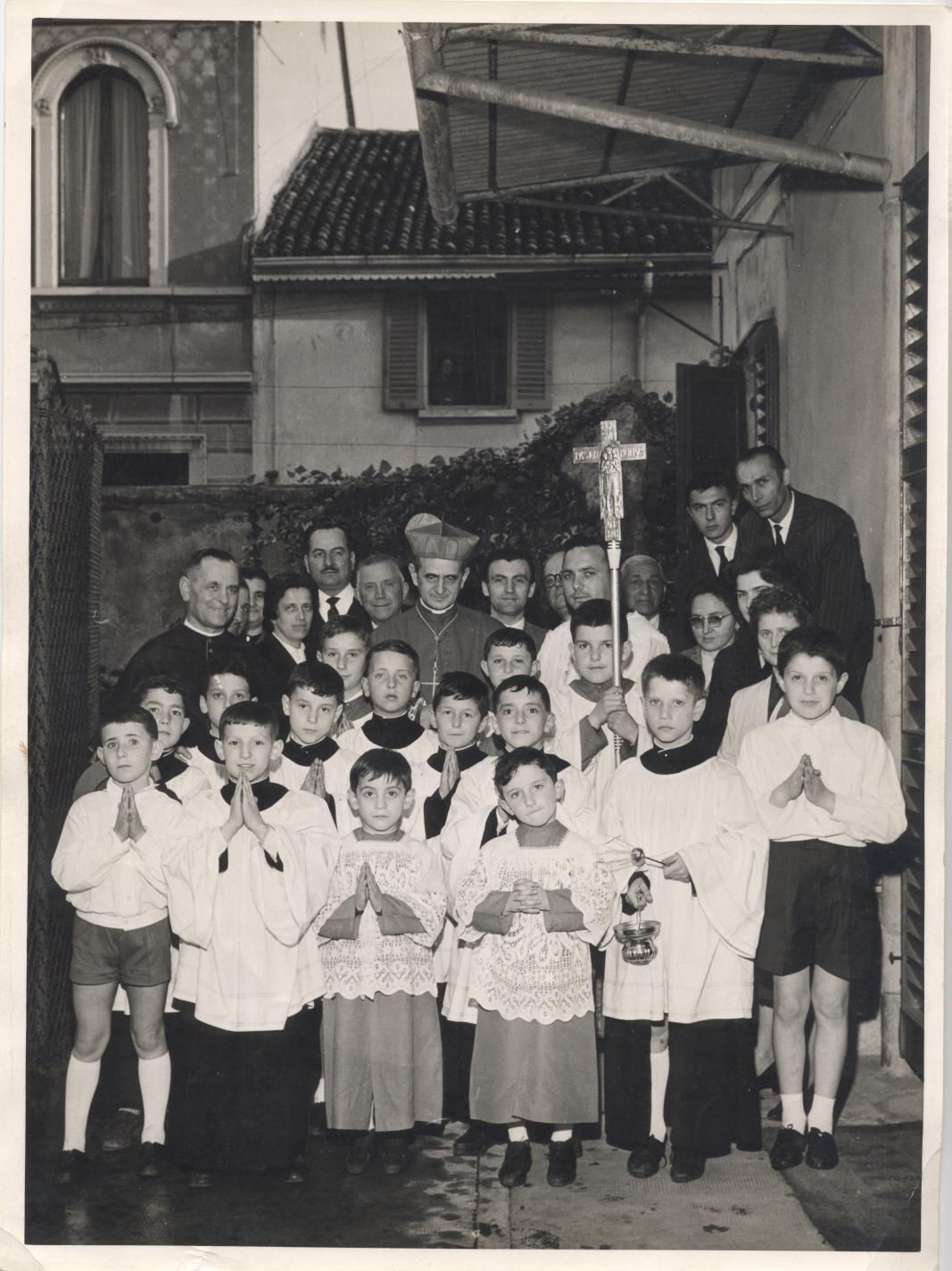
Visita pastoral del cardenal Montini en 1960

Según el Directorio para el Ministerio Pastoral de los Obispos, el obispo que hace la visita pastoral debe tratar de realizar los siguientes actos, si las circunstancias se lo permiten:
- Celebrar la misa.
- Conferir el sacramento de la confirmación.
- Reunirse con el párroco y con los otros clérigos que colaboran en las parroquias.
- Reunirse con el Consejo pastoral. A falta de este, con los fieles - clérigos, religiosos y laicos.
- Reunirse con el Consejo para asuntos económicos.
- Reunirse con los niños y jóvenes que hacen catequesis.
- Visitar las escuelas y otras obras e instituciones católicas que dependen de la parroquia.
- Visitar a algunos enfermos de la parroquia.